# Aeroportul Internațional Aden
Aeroportul Internațional Aden (IATA: ADE, ICAO: OYAA) este un aeroport din Aden, Guvernoratul 'Adan, Yemen ce deservește zona Aden. A fost numit după zona deservită.
Situat la o altitudine de 2 m, aeroportul dispune de 1 pistă.

## Infrastructură

### Piste
Aeroportul dispune de o singură pistă. Pista are orientarea 08/26.